# Harrison Scott
Harrison Scott (ur. 5 marca 1996) – brytyjski kierowca wyścigowy.

## Kariera

### Formuła Ford
Scott rozpoczął karierę w jednomiejscowych samochodach wyścigowych w 2013 roku od startów w Brytyjskiej Formule Ford, gdzie szesnastokrotnie stawał na podium i odniósł jedno zwycięstwo. Z dorobkiem 634 punktów został sklasyfikowany na drugim miejscu w końcowej klasyfikacji kierowców. W klasie Scholarship był najlepszy. Rok później w ciągu trzydziestu wyścigów, w których wystartował, 24-krotnie stawał na podium, w tym pięciokrotnie na jego najwyższym stopniu. Dorobek 711 punktów pozwolił mu zdobyć tytuł wicemistrza serii.

## Statystyki
| Sezon | Seria                  | Zespół            | Wyścigi | Zwycięstwa | PP | NO | Podium | Punkty | Pozycja |
| ----- | ---------------------- | ----------------- | ------- | ---------- | -- | -- | ------ | ------ | ------- |
| 2013  | Brytyjska Formuła Ford | Falcon Motorsport | 30      | 1          | 1  | 1  | 16     | 634    | 2       |
| 2014  | Brytyjska Formuła Ford | Falcon Motorsport | 30      | 5          | 6  | 4  | 24     | 711    | 2       |